# Ahmed Fatehi
Ahmed Fatehi (Doha, 25 de enero de 1993) es un futbolista catarí que juega en la demarcación de centrocampista para el Al-Arabi SC de la Liga de fútbol de Catar.

## Selección nacional
Tras jugar en la categoría sub-23, finalmente hizo su debut con la selección absoluta de Catar el 14 de noviembre de 2017 contra Islandia en un partido amistoso que finalizó con un resultado de empate a uno tras el gol de Mohammed Muntari para Catar, y de Viðar Örn Kjartansson.

## Clubes
| Club        | País  | Año   | Partidos | Goles |
| ----------- | ----- | ----- | -------- | ----- |
| Al-Arabi SC | Catar | 2012- | 262      | 5     |